# The Music Teacher
The Music Teacher  è un cortometraggio muto del 1910 diretto da Joseph A. Golden.
A inizio carriera, Stuart Holmes e Pearl White girarono insieme numerosi film. Questa, per la coppia, è la terza pellicola.

## Produzione
Il film fu prodotto dalla Powers Picture Plays.

## Distribuzione
Distribuito dalla Motion Picture Distributors and Sales Company, il film - un cortometraggio in una bobina - uscì nelle sale cinematografiche statunitensi il 1º ottobre 1910.